# Dicymolomia diminutalis
Dicymolomia diminutalis là một loài bướm đêm trong họ Crambidae.